# Old Man (песня)
«Old Man» (с англ. — «Старик») — песня канадского автора-исполнителя Нила Янга. Была выпущена в качестве первого сингла из альбома Янга Harvest 1972 года, достигнув 4-го места в канадском чарте RPM и 31-го места в чарте синглов Billboard Hot 100 за неделю, закончившуюся 3 июня. Песня была написана в честь Луи Авилля, смотрителя ранчо Янга Брокен-Эрроу в Северной Калифорнии. Само поместье было приобретено Янгом за 3 500 000 долларов США в 1970 году. В песне делаются сравнения жизнь молодого человека с жизнью старика, а также показывается, что у молодого человека в целом присутствуют схожие потребности, аналогичные потребностям и желаниям старика. На этой песне присутствует Джеймс Тейлор, сыгравший на шестиструнном банджо (настроенном как гитара), в то время как Линда Ронстадт исполнила партии бэк-вокала. В фильме «Heart of Gold» Янг представляет песню следующим образом: 

Примерно тогда, когда я написал «Heart of Gold» и был в туре, я также — ну, вы понимаете, превратившись в богатенького хиппи — купил ранчо и живу там до сих пор. Там жила пара смотрителей — пожилой джентльмен по имени Луис Авила и его жена Клара. Возле него стоял старый джип, и Луи повёз меня кататься на этом самом синем джипе. Он помог мне подняться на вершину холма, а там, то есть наверху, есть озеро, вода из которых подпитывает все пастбища, и он говорит: «Скажи мне, пожалуйста, как такой молодой человек наподобие тебя заработал столько денег, чтобы купить такое место?» Ну, я ему и говорю: «Ну, это просто везение, Луис, невероятно большое везение». А он говорит: «Ох, это самая ужасная вещь, которую я слышал в своей жизни». И я написал для него эту песню.
 Похожую историю Янг также рассказал во время представления песни на концерте, который был дан 23 февраля 1971 года и который транслировался BBC (на концерте он говорит, что купил ранчо у «двух юристов»).

## Кавер-версии и отсылки в популярной культуре
- В 2011 году канадский музыкант Даллас Грин, участник рок-групп City and Colour и Alexisonfire, исполнил кавер-версию этой песни на церемонии вручения премии Джуно-2011[англ.], а американская рок-группа Puddle of Mudd включила её в свой трибьют-альбом Re:(disc)overed[англ.]. В том же году Redlight King засемплировал песню «Old Man» для своего альбома Something for the Pain. Это был первый раз, когда Янг разрешил семплирование какой-либо из своих песен[3].
- В 2008 году во время панихиды по австралийскому актёру Хиту Леджеру песня была выбрана в качестве сопровождающей песни для слайд-шоу, состоящей из фотографий, посвящённых жизни Леджера[4].

## Персонал
- Нил Янг – вокал, лид-гитара и акустическая гитара
- Джеймс МакМахон[англ.] – пианино
- Джеймс Тейлор – шестиструнное банджо, бэк-вокал
- Линда Ронстадт – бэк-вокал

The Stray Gators
- Бен Кит[англ.] – педальная стил-гитара
- Тим Драммонд[англ.] – бас-гитара
- Кенни Баттри[англ.] – барабаны